# NGC 2019
NGC 2019 je kuglasti skup u zviježđu Stolu. 

## Vanjske poveznice
- SEDS: NGC 2019